# Суслов, Дмитрий Юрьевич
Дми́трий Ю́рьевич Су́слов (род. 23 декабря 1955) — российский дипломат. Чрезвычайный и полномочный посол (2020).

## Биография
Окончил МГИМО МИД СССР (1981). На дипломатической работе с 1979 года. Владеет английским и амхарским языками.
- В 1979—1980, 1981—1985 и 1987—1992 годах — сотрудник Посольства СССР в Эфиопии.
- В 1994—1998 годах — сотрудник Посольства России в Зимбабве.
- В 2002—2007 годах— советник-посланник Посольства России в Зимбабве.
- В 2007—2009 годах — начальник отдела Департамента Африки МИД России.
- В 2009—2013 годах — советник-посланник Посольства России в Намибии.
- С марта 2013 по май 2014 года — заместитель директора Департамента Африки МИД России.
- С 30 мая 2014 по 17 мая 2021 года — чрезвычайный и полномочный посол России в Гане и Либерии по совместительству[1][2][3].

## Дипломатический ранг
- Чрезвычайный и полномочный посланник 2 класса (7 февраля 2007)[4].
- Чрезвычайный и полномочный посланник 1 класса (10 февраля 2017)[5].
- Чрезвычайный и полномочный посол (2 октября 2020)[6].

## Награды
- Медаль ордена «За заслуги перед Отечеством» II степени (21 февраля 2022) — За большой вклад в реализацию внешнеполитического курса Российской Федерации и многолетнюю добросовестную дипломатическую службу[7].